# Peter Sinclair (lekkoatleta)
Peter Sinclair (ur. 6 marca 1967) – irlandzki lekkoatleta, sprinter.
Biegł na ostatniej zmiany irlandzkiej sztafety 4 x 400 metrów, która odpadła w eliminacjach podczas mistrzostw świata w 1987 ustanawiając wynikiem 3:07,18 rekord kraju w tej konkurencji.
Podczas halowych mistrzostw Europy w 1988 roku odpadł w eliminacjach na 400 metrów z czasem 48,62.
Reprezentant kraju w pucharze Europy.
Trzykrotny mistrz Irlandii: w biegu na 400 metrów (1991, stadion), w biegu na 600 metrów (1988, hala) oraz w na 200 metrów (1992, hala). Sześciokrotny mistrz Irlandii Północnej w biegu na 400 metrów (1987–1992).

## Rekordy życiowe
- Bieg na 400 metrów – 47,20 (1991)[4]